# 莫羅佐夫斯克
莫羅佐夫斯克（俄语：Моро́зовск），是俄羅斯羅斯托夫州東北部的一個城市，距首府羅斯托夫東北275公里。2002年人口29,222人。
1880年代建立，1941年設市。
2023年12月17日，該市一所空軍基地被無人機襲擊。據烏克蘭媒體報道，此次襲擊由烏克蘭軍方策劃。